# مشده
شهر مشده (به آلمانی: Meschede) در ایالت نوردراین-وستفالن در کشور آلمان واقع شده‌است.

## مشاهیر
از مشاهیر این شهر می‌توان به آگوست ماکه اشاره کرد.